# Cryptopapillaria helictophylla
Cryptopapillaria helictophylla là một loài Rêu trong họ Meteoriaceae. Loài này được (Mont.) M. Menzel miêu tả khoa học đầu tiên năm 1992.